# Brienomyrus
Rypoun (Brienomyrus) je rod ostnojazyčných ryb z čeledi rypounovitých (Mormyridae).

## Druhy
V současnosti známe 3 uznané druhy tohoto rodu:
- Rypoun temný (Brienomyrus adustus) (Fowler 1936)
- Rypoun červenohnědý (Brienomyrus brachyistius) (T. N. Gill 1862)
- Rypoun štíhlý (Brienomyrus longianalis) (Boulenger 1901)